# Dypsis ligulata
Dypsis ligulata – gatunek palmy z rzędu arekowców (Arecales). Występuje endemicznie na Madagaskarze, w prowincji Antsiranana. Jest niedostatecznie znanym gatunkiem. Nie był zaobserwowany od ponad 70 lat. Jest prawdopodobne, że wymarł.
Rośnie w bioklimacie średniowilgotnym. Występuje na wysokości do 500 m n.p.m.